# Hatebreed
Hatebreed är ett amerikanskt hardcore-/punkband från Bridgeport, Connecticut. Bandet bildades i november år 1994 av Jamey Jasta, Dave Russo, Larry Dwyer och Chris Beattie.

## Biografi
Efter att ha släppt EP:n Under the Knife i egenregi under 1996 fick bandet skivkontrakt med Victory Records. Nästföljande år utkom debutalbumet Satisfaction Is the Death of Desire, vilket blev det album som sålt bäst i skivbolagets historia. Detta ledde till turnéer med band som Slayer, Slipknot och Sepultura. Efter att ha varit missnöjda med hur de behandlades på Victory köpte skivbolaget Universal ut dem och erbjöd dem ett nytt kontrakt. Universal släppte bandets andra album Perseverance i mars 2002. Med detta album tog man sig för första gången in på Billboard 200-listan, på plats 50.
En till skiva på Universal följde 2003, The Rise of Brutality. Efter att den hade släppts turnerade man rejält, bland annat på Unholy Alliance 2004 med Slayer och Slipknot och Ozzfest 2006 med DragonForce, Avenged Sevenfold, Disturbed och System of a Down.
Från och med Perseverance har bandets album nästan alltid tagit sig in på Billboardlistan. Bäst placering uppnådde man med sitt sjätte studioalbum, The Divinity of Purpose (2013), som nådde plats 20. Bandet nominerades till en grammis 2005 för låten "Live for This" i kategorin "Best Metal Performance". Hatebreed har även släppt en coverskiva, For the Lions (2009), där de tolkar låtar av bland andra Slayer, Metallica och Sepultura.
Hatebreed har haft en relativt stabil line-up sedan millennieskiftet med Jasta och Matt Byrne som konstanta medlemmar. I februari 2025 meddelades att bandets mångårige basist Chris Beattie lämnat bandet i slutet av 2024. Han ersattes tillfälligt av Matt Bachand från Shadows Fall.

## Medlemmar
Nuvarande medlemmar
- Jamey Jasta – sång (1994– )
- Wayne Lozinak – sologitarr, bakgrundssång (1994–1996, 2009– )
- Matt Byrne – trummor (2001– )
- Frank Novinec – rytmgitarr, bakgrundssång (2006– )

Livemusiker
- Matt Bachand – basgitarr (2024– )

Tidigare medlemmar
- Larry Dwyer, Jr. – rytmgitarr, bakgrundssång (1994–1996)
- Dave Russo – trummor (1994–1996)
- Nick "Nickel P" Papantoniou – trummor (1996–1997)
- Matt McIntosh – sologitarr, bakgrundssång (1996–1999)
- Jamie "Pushbutton" Muckinhaupt – trummor (1997–1999)
- Rigg Ross – trummor (1999–2001)
- Lou Richards – rytmgitarr, bakgrundssång (1996–2002; död 2006)
- Sean Martin – sologitarr, bakgrundssång (1999–2009)
- Chris Beattie – basgitarr (1994–2024)

## Diskografi
- 1997 – Satisfaction is the Death of Desire
- 2000 – Under the Knife
- 2002 – Perseverance
- 2003 – The Rise of Brutality
- 2006 – Supremacy
- 2009 – For the Lions
- 2009 – Hatebreed
- 2013 – The Divinity of Purpose
- 2016 – The Concrete Confessional
- 2020 – Weight of the False Self